# Distretto di Pilpichaca
Il distretto di Pilpichaca è uno dei sedici distretti della provincia di Huaytará, in Perù. Si trova nella regione di Huancavelica e si estende su una superficie di 2.162,92 chilometri quadrati.